# Madonna del Roseto (Stefano da Verona)
La Madonna del Roseto è un dipinto tempera su tavola attribuito a Stefano da Verona o, alternativamente, a Michelino da Besozzo, databile al 1420 o 1435 circa e conservato nel Museo di Castelvecchio a Verona. È tra le opere più significative dello stile gotico internazionale in Italia.

## Descrizione e stile
La Madonna col Bambino è rappresentata entro un giardino conclusus (recintato, in questo caso da un pergolato di rose), simbolo della sua verginità, alla presenza di Santa Caterina d'Alessandria (incoronata, come dal suo rango principesco, e della quale si vede il tipico attributo della ruota del martirio in basso) e di molti angeli colorati, dall'aspetto esilissimo, quasi come uccellini filiformi. Essi sono occupati nelle più disparate attività: la lettura (richiamo alle profezie delle Sacre Scritture), la raccolta di petali di rosa (fiore mariano), gioco presso una fonte gotica (richiamo alla definizione di Maria come Fons gratiae). Anche il Bambino partecipa a questo clima lezioso e amabile, mettendosi spontaneamente un dito in bocca.
Nel giardino si trovano due sinuosi pavoni, che danno un aspetto nobile e sontuoso al giardino e richiamano, secondo un'antichissima simbologia cristiana, il tema dell'immortalità di Cristo, poiché fin dall'epoca paleocristiana si riteneva che le carni di questi volatili fossero immarcescibili.
L'opera è stata alternativamente attribuita a Stefano da Verona o a Michelino da Besozzo. Se da un lato l'insieme calligrafico e sinuosamente lineare farebbe pensare a un'opera di Stefano, dall'altro la somiglianza dei volti, soprattutto quello della Madonna, con altre opere di Michelino quali il Matrimonio mistico di Santa Caterina alla Pinacoteca Nazionale di Siena fa propendere verso il secondo.